# Muntanyesa puntejada
La muntanyesa puntejada (Erebia pandrose) és una espècie de lepidòpter papilionoïdeu de la família dels nimfàlids (Nymphalidae) present als Països Catalans.

## Distribució
S'estén de forma dispersa per zones àrtiques i alpines d'Europa, incloent Pirineus orientals, Alps, part central dels Apenins, Carpats, sud-oest dels Balcans, Escandinàvia, nord de Finlàndia i extrem nord-oest de Rússia, i de l'Àsia fins al sud de Sibèria i Mongòlia, incloent el sud dels Urals, Altai i Saian. A Catalunya és una espècie rara que ocupa únicament els cims més alts dels Pirineus orientals, des del nord-oest del Pallars Sobirà fins al nord del Ripollès, passant per Andorra.

## Descripció
Envergadura alar d'entre 33 i 43 mm.
Sense dimorfisme sexual. Anvers de color bru fosc amb una banda taronja difuminada a la part exterior de l'ala anterior que conté quatre punts negres i una fina línia negra que travessa la part central. L'anvers de l'ala posterior presenta un mínim de tres punts negres a la part exterior envoltats de taques taronges, a vegades pràcticament absents. Revers de l'ala anterior semblant a l'anvers, però amb el marge grisós. Revers de l'ala posterior de color gris clar, amb una banda lleugerament més fosca i delimitada per línies negres primes i sinuoses. També pot presentar petits punts negres a la part exterior.

## Hàbitat
Vessants i valls obertes amb herbes de poca alçada i afloraments rocosos, així com vessants humits o entollats amb arbustos baixos. Rang altitudinal des dels 1600 m als 3100 m a l'Europa central, des dels 900 m a ls 1200 m al sud d'Escandinàvia i a partir del nivell del mar a l'extrem nord de la distribució a la costa àrtica. L'eruga s'alimenta de diverses gramínies, com ara Festuca, Nardus, Poa o Sesleria.

## Període de vol i hibernació
Vola en una única generació entre principi de juny i mitjans d'agost, en funció de l'altitud i la localitat. Hiberna com a eruga.